# Goffredo Gaeta
Goffredo Gaeta (Faenza, settembre 1937 – Brisighella, 24 febbraio 2022) è stato un ceramista e scultore italiano.

## Biografia
Studiò presso l'Istituto Statale d'Arte per la Ceramica di Faenza, l'Accademia di Belle Arti di Bologna e l'Istituto d'Arte di Firenze, seguendo i corsi di decorazione e affresco; interessato a nuove tecniche e a nuove applicazioni, le mise poi in pratica e trasmise per oltre vent'anni in qualità di insegnante presso la Scuola di Disegno "T. Minardi" di Faenza.

## Tecnica artistica
La conoscenza di diverse tecniche portò Gaeta a esprimersi con svariati materiali, come la ceramica, le fusioni in bronzo, le lavorazioni in marmo i murali e le vetrate d'arte, talvolta fondendo più tecniche in una medesima opera.
Numerose le sue opere di arte sacra, presentate anche a Papa Giovanni Paolo II e Papa Benedetto XVI.

## Premi
- 1960 XVIII Concorso Nazionale della Ceramica di Faenza. Vince il “Premio Ugolini” quale miglior artista di età inferiore ai trent'anni.
- 1960 II Mostra Internazionale di Gualdo Tadino, Sezione dedicata al tema delle Olimpiadi, ottiene un Premio in denaro: “Fra i faentini presenti, primo è risultato Goffredo Gaeta, classificandosi al 6º posto, seguito da Carlo Zauli all'8°” (“Il Resto del Carlino” 12 settembre '60).
- 1962 Biennale d'Arte Ceramica di Gubbio. Vince il Premio Camera di Commercio ed un Premio Acquisto.
- 1962 IV Mostra Concorso Internazionale della Ceramica di Gualdo Tadino. Medaglia d'Oro.
- 1962 Mostra Concorso Nazionale d'Arte Ceramica di La Spezia.
- 1963 XXI Concorso Nazionale e I Concorso Internazionale della Ceramica di Faenza, Premio ex aequo del Ministro dell'Industria e del Commercio.
- 1963 I Concorso Nazionale della Ceramica di Cervia. Medaglia d'Oro.
- 1963 III Premio Internazionale Deruta. Vince il Premio “Giacomo Mancini”.
- 1963 Biennale d'Arte Ceramica di Gubbio. Vince il Premio ENAPI.
- 1965 III Concorso Nazionale della Ceramica di Cervia. Si aggiudica il Premio Pinarella.
- 1966 IV Biennale d'Arte Ceramica di Gubbio. Si aggiudica ex aequo, il Premio ENAPI.
- 1966 IV Concorso Nazionale d'Arte Ceramica di Cervia. Vince il Premio per il Complesso delle Opere.
- 1967 V Concorso Internazionale della Ceramica di Cervia. Vince il Premio Pineta.
- 1968 XXVI Concorso Internazionale della Ceramica di Faenza. Vince il Premio Gaetano Ballardini.
- 1968 IV Concorso Internazionale d'Arte Ceramica di Cervia. Vince per la seconda volta il Premio per il Complesso delle Opere.
- 1969 Concorso Internazionale della Ceramica di Gualdo Tadino. Vince il Primo Premio ex aequo.
- 1970 Concorso d'Arte Ceramica di Cervia. Medaglia d'Oro.
- 1970 XXVIII Concorso Internazionale della Ceramica di Faenza. Vince il Premio Faenza (ex aequo).

## Opere principali

Calice in oro e argento, raffigurante "Le Tre Virtù Teologali" realizzato da Goffredo Gaeta, 1993, Museo del Tesoro della Diocesi di Rimini.

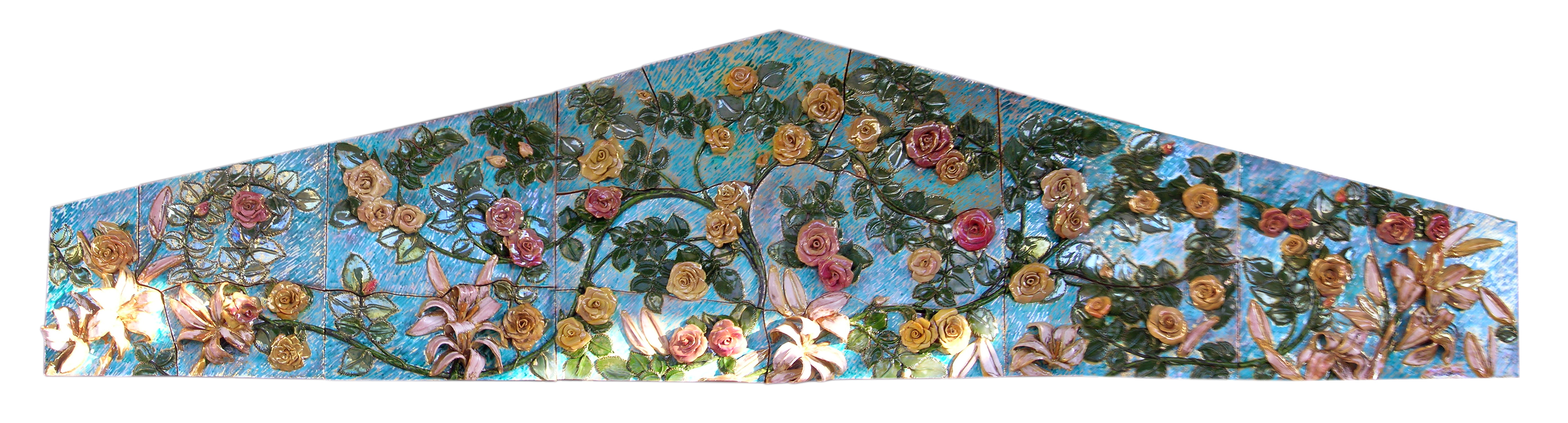
Realizzata dal Maestro Goffredo Gaeta, verrà posta nel timpano del portale d'ingresso della chiesa Santa Maria Mater Ecclasiae. La maiolica raffigurante "rose" (simbolo della Madonna alla quale è intitolata la chiesa) è modellata interamente a mano e smaltata e riflessi.

- Realizzata dal Maestro Goffredo Gaeta, verrà posta nel timpano del portale d'ingresso della chiesa Santa Maria Mater Ecclasiae.  La maiolica raffigurante "rose" (simbolo della Madonna alla quale è intitolata la chiesa) è modellata interamente a mano e smaltata e riflessi. Calice raffigurante le tre virtù teologali (argento e oro, Rimini, Museo del Tesoro della Diocesi);
- Porte e Cappella del Santissimo (bronzo, Sarsina, duomo);
- Porta in bronzo raffigurante San Pietro nella Parrocchia di Rastignano (Bologna);
- Altare, ambone e battistero in marmo, nella Parrocchia di Rastignano (Bologna);
- Vetrate istoriate della facciata della Parrocchia "Mater Ecclesiae" di Rimini;
- Transetto laterale dell'altare del Duomo di Ascoli Piceno, in ceramica, raffigurante I Martiri del '900;
- Stele in acciaio corten e vetro alta 32 metri a Faenza, ubicata nell'Azienda Senzani;
- Ciclo delle vetrate istoriate raffiguranti il vecchio testamento nel Cimitero monumentale di Faenza;
- Madre con Cristo Risorto (bronzo, Parma, Cappella delle Ancelle dell'Immacolata, Cimitero Monumentale);
- Il Paziente Anziano (Alpignano, collezione privata SS. Annunziata).
- Statua della Vergine Maria per la chiesa Queen Mary di New York;
- Pannelli raffiguranti scene del Vecchio e Nuovo Testamento, oltre ad una statua alta 5 metri raffigurante l'Evangelista San Marco per il Seminario Cattolico di San Marco a Eire in Pennsylvania;
- Composizione in maiolica raffigurante la Madonna di Fátima per il Santuario Madonna di Fatima nell'Ontario in Canada;
- Tabernacolo e pannello in maiolica a riflessi per la chiesa San Gaspare del Bufalo ad Albano di Roma;
- Pannello in maiolica raffigurante i Santi Pietro e Paolo per l'Almo Collegio Capranica di Roma;
- Vetrate artistiche per il Duomo di Narni;
- Medaglia commemorativa in occasione della visita a Faenza di Papa Giovanni Paolo II in oro, argento e bronzo;
- Fonte battesimale in maiolica a riflessi per la chiesa Madonna della Speranza di Gallarate;
- Vetrate istoriate raffiguranti “L'Annunciazione” e “La Resurrezione” per la chiesa Santa Maria della Speranza di Cesena;
- Per la villa dello sceicco Mabarruf in Arabia Saudita, vetrata artistica di oltre cento metri quadrati;
- Bassorilievo in bronzo raffigurante Monsignor Cimatti ed alcune vetrate istoriate per il Museo Salesiano di Tokyo;
- Croce in oro e miniature in ceramica per l'Almo Collegio Capranica di Roma;
- Altare in bronzo con inserti di cristalli policromi per la Collegiata San Michele a Brisighella;
- Trentasei vetrate con scene ispirate all'Apocalisse ed una via della Croce per la Chiesa San Giovanni Evangelista di Ascoli Piceno;
- Monumento in acciaio e vetro “Ricordo della Resistenza” collocata a Faenza;
- Via della Croce in maiolica a riflessi per la Cappella della Congregazione dei Vescovi, Città del Vaticano;
- Pannello in maiolica e arredi in vetro per la Farmacia Lenzi di Faenza.
- Grande opera in maiolica a riflessi raffigurante una barca vela per la sede centrale della banca Banca di Credito Cooperativo di Faenza.
- 22 Trofeo Lorenzo Bandini 2015 - Premiato, con l'opera in maiolica realizzata da Goffredo Gaeta Toto Wolff, manager della Mercedes campione del mondo.
- Le quattro vetrate montate ad angolo nella chiesa Sancta Maria Mater Ecclesie, di altezza di metri 4,20 su vetro unico) raffiguranti: Melchisedek Re di Salem, Il sacrificio di Isacco, Il Battesimo di Gesù, La Trasfigurazione.
- Rosone realizzato con vetri policromi, posto al centro della facciata principale della chiesa Santa Maria Assunta in Solarolo.
- Tre grandi vetrate artistiche policrome, raffiguranti “Il sogno di Don Bosco delle due colonne” collocate all'interno della Cappella Don Bosco della Collegiata di Lugo di Romagna.
- Timpano del portale d’ingresso della chiesa Sancta Maria Mater Ecclesiae di Rimini, in maiolica, bassorilievo di cm 413 x cm 105 raffigurante “rose”.

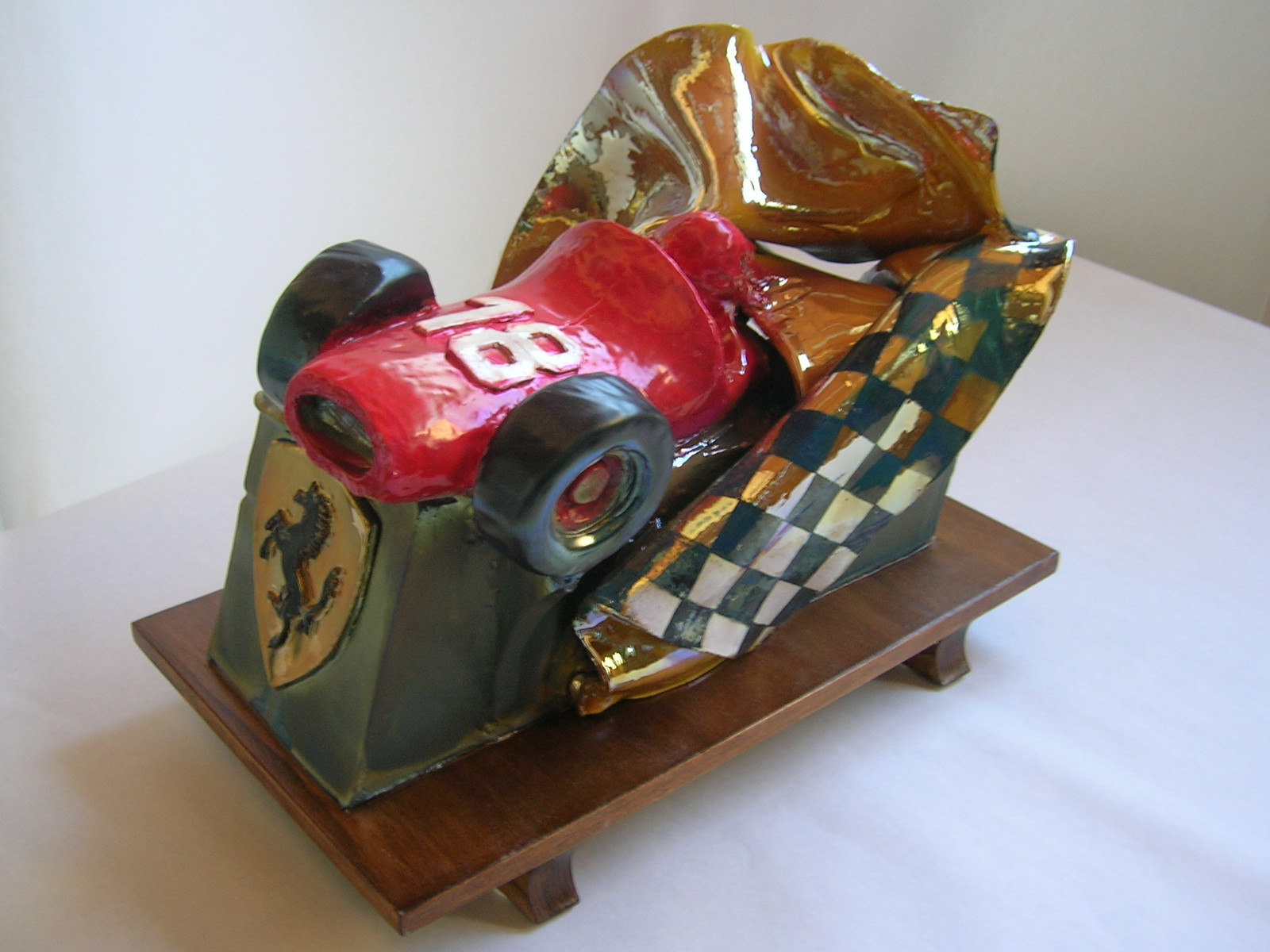
24 Trofeo Bandini 2017 Premiata, con l’opera in maiolica realizzata da Goffredo Gaeta, la Scuderia Ferrari.

- 24 Trofeo Bandini 2017  Premiata, con l’opera in maiolica realizzata da Goffredo Gaeta, la Scuderia Ferrari. 24 Trofeo Lorenzo Bandini 2017 – Premiata, con l’opera in maiolica realizzata da Goffredo Gaeta, la Scuderia Ferrari.
- Grande opera in maiolica, collocata nell’Abside della chiesa Sancta Maria Mater Ecclesiae di Rimini. Bassorilievo di 48 metri quadrati, raffigurante il Vescovo Emilio Biancheri (Vescovo di Rimini 1953, sett. 7-1976, dic. 17), che ha partecipato al Concilio Vaticano II (Città del Vaticano 1962-1965), devoto alla Madonna, viene raffigurato nell'atto di porgerLe in dono il progetto della chiesa a Lei dedicato. Grande bassorilievo in maiolica, opera del maestro Goffredo Gaeta, collocata nell’Abside della chiesa “Sancta Maria Mater Ecclesiae” (Rimini - villaggio I° maggio - via Montescudo 30)

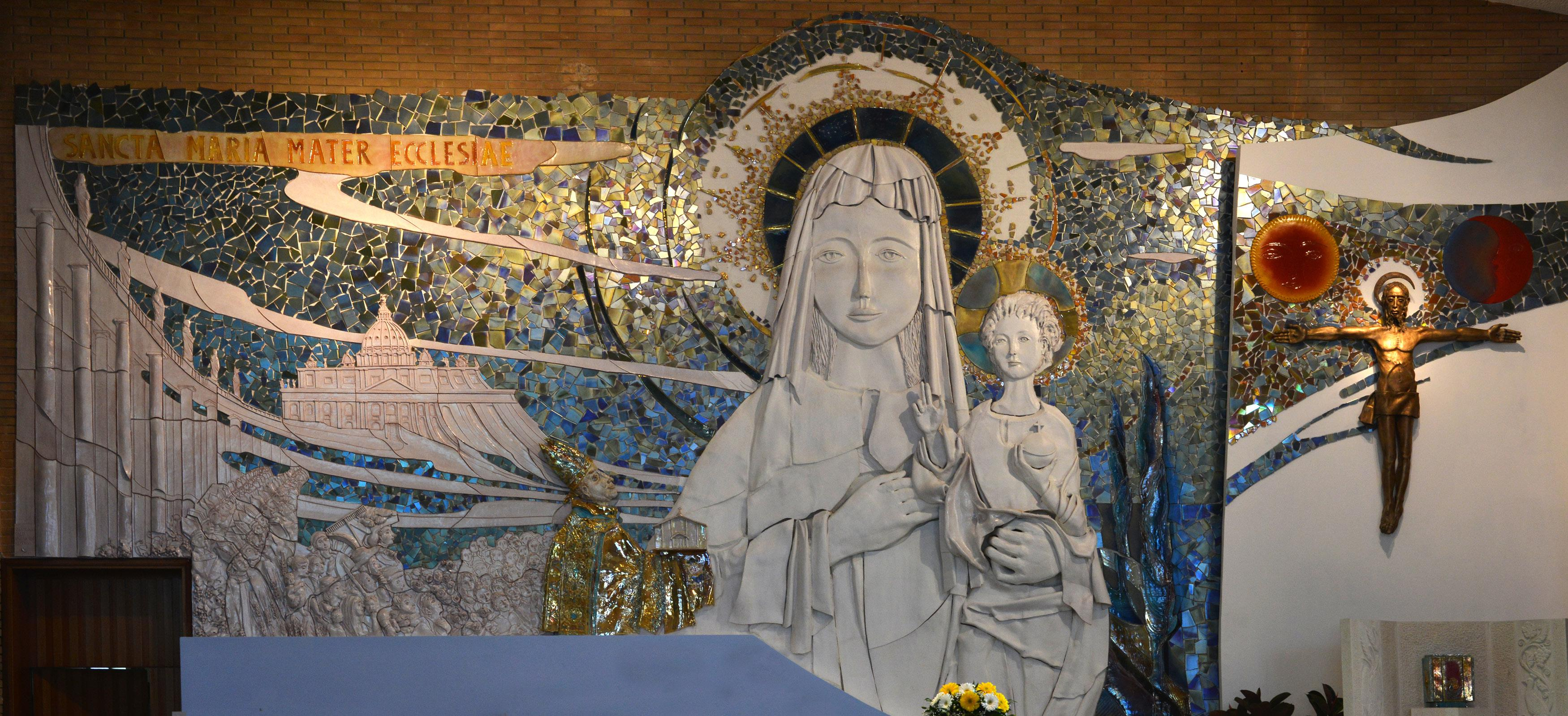
Grande bassorilievo in maiolica, opera del maestro Goffredo Gaeta, collocata nell’Abside della chiesa “Sancta Maria Mater Ecclesiae” (Rimini - villaggio I° maggio - via Montescudo 30)

Altre opere sono esposte in numerose collezioni private e musei di tutto il mondo tra cui: il Museo internazionale delle Ceramiche in Faenza, il Museo della Ceramica di Gubbio, il Museo di Gualdo Tadino, il Muzej za umjetnost i obrt di Zagabria, il Muszej primenjene umetnosti a Belgrado, il Museo del Mare di Fiume, il Museo di Gmunden (Austria), il Museo d'Arte Ceramica di Kyoto, il MoMA di New York e nella Canonica della parrocchia SS. Annunziata di Alpignano.

## Mostre

"I Martiri del '900 nel contesto dell'Apocalisse di S. Giovanni", Duomo Cattedrale di Ascoli Piceno, 2005, pannello in maiolica a riflessi a rilievo, metri quadrati 32, collocato nel transetto laterale dell'altare maggiore.

- 1963, II Biennale d'Arte del Metallo, Gubbio.
- 1964, Mostra Internazionale della Ceramica Tokyo e Kyoto, Giappone.
- 1964, Mostra collettiva, Galleria d'Arte Moderna e Museo del Mare. Fiume, Jugoslavia.
- 1965, Mostra collettiva, Galleria d'Arte Moderna, Fiume, Jugoslavia.
- 1967, Mostra personale, Museo del Mare, Fiume, Jugoslavia.
- 1967, Mostra personale, Museo d'Arte e Artigianato di Zagabria, Jugoslavia.
- 1970, China and Glass Show, Atalntic City, USA.
- 1970, Mostra personale, Galleria Turska Kùca, Buccari, Jugoslavia.
- 1970, Contemporary Ceramici Art Europe and Japan, Kyoto, Giappone.
- 1970, Mostra personale, Galleria Il Vicolo, Genova.
- 1972, Mostra personale, Galleria della Pigna, Roma.
- 1973, Oltre l'altra dimensione, Galleria Nuove Muse, Bologna.
- 1973, Mostra personale, Centro artistico Culturale di Roma.
- 1974, Mostra personale, Galleria Il Diamante, Ferrara.
- 1974, U.F.O., Galleria Faenza Duemila, Reggio Emilia.
- 1976. Viaggio in dimensioni senza tempo, Hotel Metropoli, Roma.
- 1978, Mostra personale , Municipio di Albano Laziale.
- 1978, Ipotesi dei primi viaggi col pensiero, Museo della Rivoluzione Popolare, Fiume, Jugoslavia.
- 1979, Quali altri universi, Galleria di Palazzo Doria, Genova
- 1982, Mostra collettiva, Galleria di Pirra Ceramiche, Torino.
- 2000, Viaggio a Creta, Bagnacavallo, Palazzo dell'Abbondanza.
- 2001, Angeli, Lugo, Palazzo del commercio.
- 2003, Dal caos all'ordine, Firenze.
- 2004, Mediterraneo, Strasburgo, Palazzo del Parlamento Europeo.
- 2005, Presepi, Faenza, Galleria Giani.
- 2006, Esposizione a Bruxelles.
- 2007, Esposizione al Museo internazionale delle ceramiche in Faenza.
- 2008, Il Presepe di Goffredo Gaeta, Budrio, Chiesa di S. Agata.
- 2009, Ceramiche e vetri di Goffredo Gaeta, Bagnacavallo, Palazzo dell'Abbondanza.
- 2010, Reflexe auf majolika, Gmunden, Museo Civico Kammerhof Museen.
- 2010, Natività 2010, Faenza, Galleria Giani.
- 2011, La luce e la forma, Ferrara, Castello estense.
- 2012, 6ª Biennale d'Arte di Ferrara, Ferrara, Chiostro di S. Anna.
- 2012, Riflessi su maiolica. Jingdezhen, Cina.
- 2014, La ceramica che cambia, Faenza, MIC - Museo Internazionale delle Ceramiche in Faenza
- 2015, Riflessi su maiolica, Forlì, Chiesina del Miracolo
- 2015, Scultura ceramica contemporanea in Italia, Roma, GNAM - Galleria Nazionale di Arte Moderna